# Corollaire (mathématiques)
Pour les articles homonymes, voir Corollaire.
En mathématiques et en logique, un corollaire est un théorème qui se déduit d'un énoncé antérieur important.

## Aperçu
Un corollaire est donc un théorème relié par une courte démonstration à un théorème précédent. L’utilisation du terme corollaire, plutôt que ceux de proposition ou théorème, est intrinsèquement subjective. Plus formellement, la proposition B est un corollaire de la proposition A, si B peut être facilement déduite de A ou est évidente d'après sa démonstration.
Dans de nombreux cas, un corollaire correspond à un cas particulier d'un théorème plus général  ce qui rend le théorème plus facile à utiliser et à appliquer même si son importance est généralement considérée comme secondaire par rapport à celle du théorème. En particulier, il est peu probable que B soit qualifié de corollaire si ses conséquences mathématiques sont aussi importantes que celles de A. Un corollaire peut avoir une démonstration qui explique son obtention, même si une telle obtention peut être considérée comme plutôt évidente dans certaines occasions  (par exemple, le théorème de Pythagore comme corollaire de la loi des cosinus  ).

## Théorie du raisonnement déductif de Peirce
Charles Sanders Peirce soutenait que la division la plus importante entre les types de raisonnements déductifs est celle entre le raisonnement corollaire et le raisonnement théorétique. Il a soutenu que, bien que toute déduction dépende en fin de compte d'une manière ou d'une autre de l'expérimentation mentale sur des schémas ou des diagrammes, dans la déduction corollaire :
« Il suffit d'imaginer un cas dans lequel les prémisses sont vraies pour percevoir immédiatement que la conclusion est vraie dans ce cas. »
Tandis que dans la déduction théorétique :
« Il est nécessaire d'expérimenter dans l'imagination l'image de la prémisse afin de tirer du résultat de cette expérience des déductions corollaires à la vérité de la conclusion. » 
Peirce a également soutenu que la déduction corollaire correspond à la conception aristotélicienne de la démonstration directe, qu'Aristote considérait comme la seule démonstration entièrement satisfaisante, tandis que la déduction théorétique est :
1. Le type le plus prisé par les mathématiciens
2. Propre aux mathématiques [4]
3. Elle implique dans son cours l'introduction d'un lemme ou au moins d'une définition non envisagée dans la thèse (la proposition qui doit être prouvée), dans des cas remarquables cette définition est celle d'une abstraction qui « devrait être soutenue par un postulat approprié »[6].